# ハロウィン (アルバム)
『ハロウィン』（Helloween）は、ドイツのヘヴィメタルバンド、ハロウィンが1985年2月に発表したメジャーデビューミニアルバム。オリジナル盤はノイズ・レコード、日本盤はビクターエンタテインメントから発売された。
1994年10月21日に、LPジャケット・スペシャル・コレクション（紙ジャケット仕様）が発売された。
単体発売の他、本作とアルバム『Walls Of Jericho』の楽曲、シングル『Judas』の表題曲をひとつにまとめ、『ハロウィン／ウォールズ・オブ・ジェリコ／ジューダス』(Helloween/Walls Of Jericho/Judas)として発売されたこともあった。

## 解説
- 曲の一部に叙情的なメロディを入れるなど、後のハロウィンの音楽性となるメロディック・パワー・メタルの要素が見られる。
- ジャケットはハロウィンのマスコット「Fang Face」が、カボチャから顔を出しているイラスト。レコードのレーベル面に、このジャケットのイラストが描かれたピクチャーディスクが限定で発売された。ボーナストラックとして「Surprise Track」が収録されている。
- 発売直後に1万5千枚が売れ、追加プレスも含めると最終的に4万枚を売り上げ[1]、当時地元バンドの競争が激しかったハンブルクで、彼らの存在を知らしめることになった。しかし、有名になる一方で、ハロウィンを慕っていた人達から急に非難されるようになり、ハンブルクのデスメタルシーンからは「コマーシャルになり過ぎてメタルを裏切った」などと批判されたという[1]。

## 収録曲
全編曲：Helloween
1. スターライト　Starlight (5:17)
（作詞・作曲：Weikath/Hansen）
イントロには芝居を入れており、眠りから起きた男が飲み物を口にし、ラジオのチャンネルをいじっていくうちに、ハロウィンのテーマ（『ロンドン橋落ちた』を元にしたメロディ）が流れる。その後、ハンセンの絶叫と共に演奏が始まる。歌詞は薬物依存者への警告となっている。
後にマイケル・キスクをボーカルに録り直したバージョンが、『Future World』C/W曲として収録された。
2. マーダラー　Murderer (4:20)
（作詞・作曲：Hansen）
ベストアルバム『Treasure Chest』ではリミックスされて収録された。
3. ウォリアー　Warrior (4:00)
（作詞・作曲：Hansen）
4. ヴィクティム・オブ・フェイト　Victim Of Fate (6:37)
（作詞・作曲：Hansen）
間奏にある「悪魔の笑い声」はエンジニアのハリス・ジョンズによるもの。当時彼の妻がガンに侵されており、そのことに対する怒りと悲しみを解き放っていたことが、うまく出来たのではないかとマイケル・ヴァイカートは考えている[1]。
後にマイケル・キスクをボーカルに録り直したものが、『Dr. Stein』C/W曲として収録された。
5. クライ・フォー・フリーダム　Cry For Freedom (6:02)
（作詞・作曲：Hansen/Weikath）
6. サプライズ・トラック　Surprise Track (White Christmas - I'll Be Your Santa Claus) (2:07)
作詞・作曲：Traditional
ピクチャーディスク版のボーナストラック。

LP盤は1曲目から3曲目までがA面、4曲目から5（ピクチャーディスクは6）曲目がB面となっている。

## 演奏メンバー
- カイ・ハンセン：VRRR、GRRR
- マイケル・ヴァイカート：GRRR
- マーカス・グロスコフ：BRRR
- インゴ・シュヴィヒテンバーグ：DRRR